# Tetracanthella proxima
Tetracanthella proxima is een springstaartensoort uit de familie van de Isotomidae. De wetenschappelijke naam van de soort is voor het eerst geldig gepubliceerd in 1955 door Steiner.